# Giulia (fiume)
Il fiume Giulia (in tedesco Julia, in romancio Gelgia o Güglia), sub-affluente del Reno, nasce sul Passo del Giulia (coordinate 46.483309°N 9.71067°E), scorre nella Val Sursette e sfocia nell'Albula nel paese di Tiefencastel (coordinate 46.662864°N 9.572852°E). Attraversa i comuni di Surses e Albula.

## Produzione di elettricità
A Marmorera è stato possibile costruire la diga di Marmorera che crea l'omonimo Lai da Marmorera (in italiano Lago di Marmorera). Questo bacino artificiale alimenta, attraverso gallerie sotto pressione, le centrali idroelettriche stanziate a Tiefencastel, di proprietà dell'EVZ, l'azienda elettrica di Zurigo.